# Karl Hartman
Karl Hartman (lub Hartmann) – nauruański lekkoatleta, długodystansowiec.
W 1968 roku ustanowił rekord Nauru w biegu maratońskim. Dystans ten przebiegł w czasie 3:48,06. Wynik ten do dzisiaj pozostaje rekordem Nauru, choć jeden z reprezentantów tego kraju (którym był Robert Morgan-Morris), uzyskiwał lepsze rezultaty o prawie godzinę. Morgan-Morris nie był jednak z pochodzenia Nauruańczykiem i w oficjalnych protokołach jest często pomijany.
W 1969 roku wystąpił na igrzyskach Południowego Pacyfiku. Startował w dwóch konkurencjach, z których ukończył tylko jedną: maraton, który przebiegł w czasie 3:55:22,6. Nie ukończył natomiast biegu na 10 000 metrów. Nigdy więcej nie wziął udziału w Igrzyskach Południowego Pacyfiku.

## Rekordy życiowe
- Maraton – 3:48:06 (1968, Nauru), rekord Nauru[1]